# Халуцинација
Халуцинација је беспредметно опажање, привиђење, односно опажај који је произишао без одговарајуће објективне чулне стимулације. Најчешће су визуелне и акустичне халуцинације, мада се могу јавити и у осталим чулним модалитетима. Халуцинације су живописне, значајне и за њих се сматра да се налазе у спољашњем објективном простору. Халуцинација је комбинација 2 свесна стања будности мозга и РЕМ спавања. Оне се разликују од неколико сродних феномена, као што је сањање (РЕМ спавање), које не укључује будност; псеудохалуцинација, која не опонаша стварну перцепцију, и тачно се перципира као нестварна; илузија, која укључује искривљену или погрешно протумачену стварну перцепцију; и менталне слике, које не опонашају стварну перцепцију, и под вољном су контролом. Халуцинације се такође разликују од „делузионих перцепција”, у којима се исправно наслућеном и протумаченом стимулусу (тј. стварној перцепцији) придаје додатни значај. Многе халуцинације се дешавају и током парализа у сну.
Халуцинације се могу јавити у било ком сензорном модалитету – визуелном, слушном, олфакторном, укусном, тактилном, проприоцептивном, еквилибриоцептивном, ноцицептивном, термоцептивном и хроноцептивном. Халуцинације се називају мултимодалним ако се јављају више сензорних модалитета.
Благи облик халуцинације познат је као поремећај и може се јавити у већини горе наведених чула. То могу бити ствари попут виђења кретања у периферном виду или слушања тихих звукова или гласова. Слушне халуцинације су веома честе код шизофреније. Оне могу бити добронамерне (говоре субјекту добре ствари о себи) или злонамерне, псујући субјекта. Удео од 55% слушних халуцинација је злонамерног садржаја, на пример, људи говоре о теми, а не разговарају са њима директно. Као и слушне халуцинације, извор визуелног халуцинација такође може бити изван субјекта. Ово може изазвати осећај да особу неко гледају или зури у њу, обично злонамерно. Често, слушне халуцинације и њихове визуелне еквиваленте субјект доживљава истовремено.
Хипнагошке и хипнопомпичне халуцинације се сматрају нормалним појавама. Хипнагошке халуцинације се могу јавити док неко тоне у сан, а хипнопомпичне халуцинације се јављају када се особа буди. Халуцинације могу бити повезане са употребом дрога (посебно делиријаната), депривацијом сна, психозама, неуролошким поремећајима и делириум тременсом.
Саму реч „халуцинација“ је у енглески језик увео лекар из 17. века сер Томас Браун 1646. године од деривације латинске речи alucinari што значи лутати умом. За Брауна, халуцинација значи неку врсту визије која је „поремећена и погрешно поприма своје објекте“.

## Врсте
Халуцинације могу бити многобројне. Деле се према врсти чула које поседује поремећај опажања.

### Оптичка халуцинација
Најчешће се јављају у стањима поремећене свести или високе фебрилности. Могу бити просте (искре, боје, светло, пламен) и сложене халуцинације, које су многобројне.
Постоје следеће врсте сложених халуцинација:
- Микарохалуцинације које представљају мале опажане предмете (бубе, мишеви, итд)
- Макропсије које представљају опажање огромних предмета
- Аутоскопске које представљају опажање сопствених унутрашњих органа како шетају у слободном простору
- Екстракампне које представљају опажање изван сопственог видног поља (иза леђа, кроз зид, итд)

### Акустична
Акустична халуцинација потиче од поремећаја опажања чула слуха.
Могу бити у форми гласова.
- Ехо мисли се појављује кад особа чује сопствене мисли.
- Феномен крађе или одузимања манифестује се утиском да се може чути како неко други изговара све оно што ми помислимо.

### Мирисна
Манифестује се доживљајем врло непријатног мириса, а чести су симптоми темпоралне епилепсије.

### Тактилна
Тактилна халуцинација или халуцинација чула додира манифестује се осећајем додиривања разних предмета којих у реалној средини нема. Јављају се у виду пецкања, свраба, голицања, убода итд.
- Ценестетичка халуцинација се јавља када се стиче осећај горенаведених симптома у унутрашњим органима.
- Кинестетичка халуцинација се јавља када особа има осећај да јој се делови тела њишу или љуљају, пропадају и узлећу.

## Узроци настанка
У последњих неколико деценија, са развојем науке о мозгу, истраживачи су почели да откривају неке узроке који доводе до халуцинација, док су многи још увек мистерија.

### Болести
- Схизофренија — јавља се неки облик "сна у будном стању" — халуцинације. Болесник чује гласове (акустичне халуцинације), осећа мирисе (мирисне халуцинације) или види ствари које не постоје (визуелне халуцинације) и таква запажања сматра реалним.

- Све врсте акутних Психоза

### Конзумирање наркотика
Конзумацијом неких врста психоактивних супстанци (наркотика) људски мозак може упасти у стање халуцинације.
Неке дроге које могу довести до халуцинације:
- ЛСД је један од најпотентнијих халуциногена и доводи до појаве врло јаких видних халуцинација.
- ПЦП (фенилциклохексилпиперидин) узрокује стање слично шизофренији, халуцинације и осећај лебдења.
- Хероин — ова дрога доводи до врло угодних осећаја. Искусни корисник већ минут—два након интравенозне инјекције осећа специфично узбуђење које неки упоређују с оргазмом.
- Кокаин узрокује "напад" еуфорије који траје од 45 минута до два сата. Осим што је у повишеном расположењу, особа има осећај повећаних способности и постигнућа.

### Конзумирање алкохола
Алкохол као општепозната супстанца може довести чак и до неколико врста халуцинације.
Халуцинације приликом конзумирања алкохола могу се јавити у неколико различитих стања посталкохолних синдрома:
- Делириум тременс алцохолицум се обично јавља после прекида или знатне редукције конзумирања алкохола. Јављају се оптичке илузије и халуцинације најчешће застрашујућег карактера. Честе су зоопсије (болесник види змије, гуштере, бубе и сличне ситне животиње).

- Корсаковљева алкохолна психоза — празнине у сећању свежијих догађаја испуњавају се често измишљеним садржајима (конфабулацијама).

## Лечење
Узрок халуцинације се најчешће лако открива и његовим отклањањем или лечењем халуцинације престају. У овом процесу неопходна је стручна помоћ.
Лечење зависи од узрока и природе халуцинација. 
Ако је узрок халуцинације психоза, антипсихотици (неуролептици) могу да значајно помогну или елиминишу проблем. 
Ако су халуцинације условљене сензорним поремећајима или механичким проблемима унутар мозга (рецимо, раст тумора), потребни су другачији захвати, најчешће хируршки или радиолошки.
Третманом девијантног понашања се не може бавити само здравствени сектор, већ промене морају бити систематске − на нивоу породице, образовно-васпитног система, правосуђа… Велику улогу у процесу примарне превенције могу одиграти и медији избегавањем деструктивног форсирања негативних модела идентификације.

## Епидемиологија
Преваленција халуцинација варира у зависности од основних здравствених стања, који сензорни модалитети су погођени, старости и културе. Према подацима из 2022. слушне халуцинације су најбоље проучаван и најчешћи сензорни модалитет халуцинација, са процењеном преваленце током живота од 9,6%. Утврђено је да деца и адолесценти доживљавају сличне стопе (12,7% и 12,4% респективно) које се јављају углавном у касном детињству и адолесценцији. Ово се пореди са одраслима и особама старијим од 60 година (са стопама од 5,8% и 4,8% респективно). За оне са шизофренијом, преваленција халуцинација током живота је 80%, а процењена преваленција визуелних халуцинација је 27%, у поређењу са 79% за слушне халуцинације. Једна студија из 2019. је сугерисала да 16,2% одраслих особа са оштећеним слухом доживљава халуцинације, при чему се преваленца повећава на 24% у групи са највише оштећеног слуха.